# Осадчий, Николай Иванович
Никола́й Ива́нович Оса́дчий (род. 8 декабря 1957 года, Туапсе, Краснодарский край, РСФСР, СССР) — российский политический деятель, депутат Государственной думы VII (2016—2021) и VIII (с 2021) созывов, депутат Законодательного собрания Краснодарского края четырёх созывов, член ЦК КПРФ, первый секретарь Краснодарского краевого отделения КПРФ. Управляющий делами ЦК КПРФ с 23 октября 2021 года.

## Биография
Родился 8 декабря 1957 года в городе Туапсе Краснодарского края. С золотой медалью окончил школу в Краснодаре. Высшее образование получил в Московском государственном университете на факультете философии (1975—1980), там же в 1983 году окончил аспирантуру. В 1984—1985 годы преподавал в Кубанском государственном университете. С 1985 года — преподаватель Кубанского медицинского института.
В 1995 году избран председателем Краснодарского крайкома КПРФ, вошёл в состав ЦК КПРФ. С 1998 года четырёхкратно избирался в Законодательное собрание Краснодарского края, был первым заместителем председателя собрания, членом комитета по вопросам культуры, социальной защиты населения, информационной политики и взаимодействия с общественными объединениями.
18 сентября 2016 года избран депутатом Государственной думы VII созыва по федеральному списку от КПРФ (№ 3 в региональной группе № 1, Республика Адыгея, Краснодарский край).
11 марта 2022 года США ввели санкции против 12 депутатов Госдумы, которые были задействованы в признании независимости ЛНР и ДНР, среди которых — Николай Осадчий. 15 марта аналогичные санкции ввела Япония и ряд других стран.

## Законотворческая деятельность
С 2016 по 2019 год, в течение исполнения полномочий депутата Государственной Думы VII созыва, выступил соавтором 44 законодательных инициатив и поправок к проектам федеральных законов.

## Научная и образовательная деятельность
Кандидат философских наук (1984, «Социально-философский анализ власти как общественного явления»); автор ряда книг, а также публикаций в прессе. Ведёт практические занятия и читает лекционные курсы по истории, социологии и философии в Кубанском государственном медицинском университете.

## Награды
- Благодарность Правительства Российской Федерации (16 декабря 2019 года) — за большой вклад в развитие российского парламентаризма и активную законотворческую деятельность[7]